# Saitō Makoto (Politikwissenschaftler)

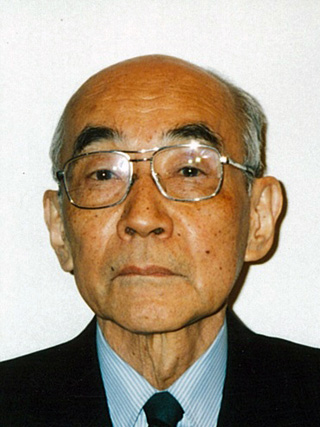
Saitō Makoto

Saitō Makoto (japanisch 斎藤 眞; geboren 15. Februar 1921 in Tōkyō; gestorben 16. Januar 2008 ebenda) war ein japanischer Politikwissenschaftler mit dem Schwerpunkt amerikanische Gesellschaft und Politik.

## Leben und Wirken
Saitō Makoto machte 1942 seinen Studienabschluss an der Juristischen Fakultät der Universität Tōkyō. 1950 wurde er Assistenzprofessor, 1959 Professor an seiner Alma Mater mit dem Schwerpunkt Gesellschaft und Geschichte der USA. Nach seinem Eintritt in den Ruhestand als „Meiyo Kyōju“ wechselte er zur International Christian University und wurde dort Direktor des Friedensforschungsinstituts (平和研究所, Heiwa kenkyūjo). In der Zeit arbeitete er auch als Gast an der Harvard-Universität. Saitō war Vorsitzender der „Japan-Amerika Gesellschaft“ (日本アメリカ学会) und Mitglied der Akademie der Wissenschaften.
In seiner Publikation „Untersuchungen zur Geschichte der amerikanischen Revolution – Freiheit und Vereinheitlichung“ (アメリカ革命史研究――自由と統合, Amerika kakumei-shi kenkyū – jiyū to tōgō) aus dem Jahr 1992, in der er verschiedene Veröffentlichungen zusammenfasste, wies er darauf hin, wie in der Geschichte Amerikas Freiheit und Anpassung im Wechselspiel stehen und wie sie die Politik nach dem Zweiten Weltkrieg beeinflussten.
- „Politik – der Einzelne und die Integration“ (政治――個人と統合, Seiji – kojin to tōgō) 1967，
- „Geschichte der amerikanischen Außenpolitik“ (アメリカ政治外交史, Amerika seiji gaikō-shi) 1980,
- Übersetzung: „Charles A. Beard, Geschichte der politischen Parteien in den USA“ 1968.

1997 wurde Saitō als Person mit besonderen kulturellen Verdiensten geehrt und 2005 mit dem Kulturorden ausgezeichnet.